# Prix Robert-Christophe
Le prix Robert-Christophe est un prix littéraire français créé en 1984 à l'initiative de l'Association des écrivains combattants. Il est remis chaque année à l'occasion de l'assemblée générale de l'association. Le prix Robert-Christophe est attribué à « un ouvrage historique, du XVIIIe siècle au début du XXe ».

## Liste des lauréats
- 1984 - Raymond Cazelles, Le Duc d'Aumale, prince au dix visages, Tallandier
- 1985 - André Gillois, Gallifet, le fusilleur de la Commune, France-Empire
- 1986 - Arnould de Liedekerke
- 1987 - Micheline Boudet
- 1988 - Jean Thuillier
- 1990 - Pierre Miquel
- 1992 - Pierre Jeambrun
- 2005 - Jean-Luc Chartier, Portalis, père du Code Civil, Fayard
- 2006 - Sabine Andrivon-Milton, La Martinique et la Grande Guerre, L'Harmattan
- 2008 - Alain Frerejean, Georges Pompidou, Fayard
- 2009 - Emmanuel de Waresquiel, Cent jours, Fayard
- 2010 - Jean-Louis Thiériot
- 2011 - François d'Aubert, Colbert, la vertu usurpée, Perrin
- 2012 - Nicolas Chaudun, L'Été en enfer, Actes Sud
- 2013 - Hélène Becquet, Marie-Thérèse de France, Perrin
- 2014 - François-Emmanuel Brézet, La traque du Bismarck, Perrin
- 2015 - Alain Toulza, La Grande Guerre des hommes de Dieu, DRAC
- 2016 - Louis Béroud, Aux Origines de la révolution russe, François-Xavier de Guibert éd.
- 2017 - Olivier Chaline, Les armées du roi, Armand Colin